# Rigel (fumetto)
Rigel è un fumetto di ambientazione goth-dark, ambientato in epoca moderna, creato da Elena de' Grimani.

## Storia editoriale

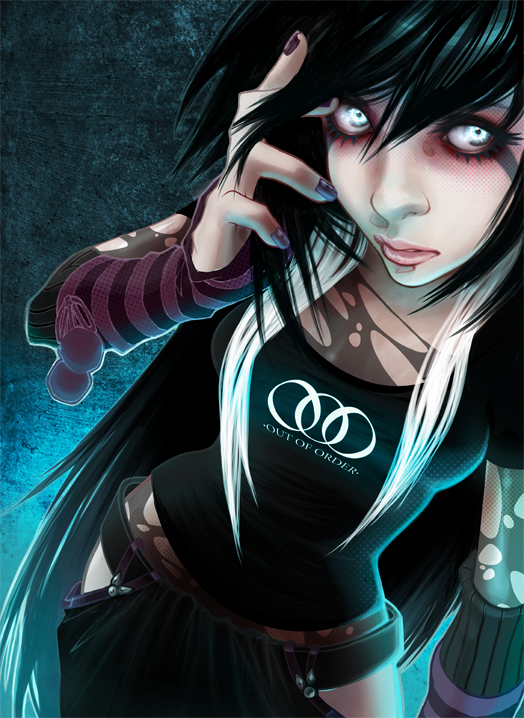
Copertina di Rigel-Interlunium

Dopo una prima serie di tre volumi autoprodotta dall'autrice dal '99 al 2001 che debutta a Lucca Comics, Rigel diventa un piccolo "fenomeno editoriale", e infatti ad appena due anni dal suo esordio, passa alla pubblicazione con Panini Comics, prima con la miniserie Rigel Interlunium che verrà esaurita e ristampata più volte (l'ultima nel 2012 in versione deluxe-variant) per poi proseguire col monografico Anedonia, dando vita a un nuovo arco narrativo del personaggio. Rigel Interlunium non è in continuità con l'autoproduzione.
I titoli dei tre volumi autoprodotti sono:
- Rigel - La settima congrega[4]
- Rigel - Il requiem dell'unicorno
- Rigel - Creature dell'Altrove

L'autoproduzione è ormai esaurita, e alla serie prodotta da Panini Comics (Rigel Interlunium, composta da quattro volumi d 96 pg. l'uno) ha partecipato anche Fabrizio Palmieri in veste di sceneggiatore.
La Panini Comics ha poi ristampato altre due volte la miniserie, inizialmente dopo l'immediato sold out della prima edizione, e nuovamente nel 2012, dedicandole un'edizione variant con sedici tavole e due copertine inedite.
L'autoproduzione di Rigel è stata pubblicata sotto l'etichetta Anatema. È composta da tre volumetti più uno spin-off intitolato Tìnebra.
Interlunium è stata prodotta da Panini Comics, sotto l'etichetta Cult Comics ed è composta da quattro volumi editi dal 2002 e il 2004. La serie Interlunium, anche se riprende alcuni personaggi dall'autoproduzione, è da considerarsi completamente separata da essa. Tra l'autoproduzione ed Interlunium, infatti, non c'è continuity. Anche lo stile grafico cambia molto
Alla serie ha fatto seguito nel 2014 il volume autoconclusivo Anedonia, composto da 144 pagine pubblicato sempre da Panini Comics nel 2014 e interamente sceneggiato e disegnato da Elena de' Grimani. I vecchi personaggi, per quanto non citati in questo monografico (a parte il gatto-famiglio "Sortilegio") sono sempre comunque presenti nell'ambientazione del fumetto. Si tratta quindi di un'evoluzione del personaggio a livello caratteriale, ma non di un azzeramento dell'ambientazione originale: nulla di quanto accaduto in Interlunium è negato o cancellato. Il volume autoconclusivo "Rigel-Anedonìa" vuol quindi essere semplicemente la narrazione della fase di passaggio e cambiamento della natura di Rigel tra i due archi narrativi: il vecchio corso, e quel che in futuro verrà. La band metal Rammstein ha autorizzato l'uso integrale del testo di Sonne per un'intera sequenza dell'albo.
Altri episodi di Rigel sono stati pubblicati nelle riviste antologiche Vampiri e Concrete edite da Absoluteblack.
Nel 2008 un albo monografico speciale con Rigel come protagonista dal titolo Gioco di Sangue, viene pubblicato da Cartoon Club come "one shot" per la fiera "Rimini Comix".

## Personaggi

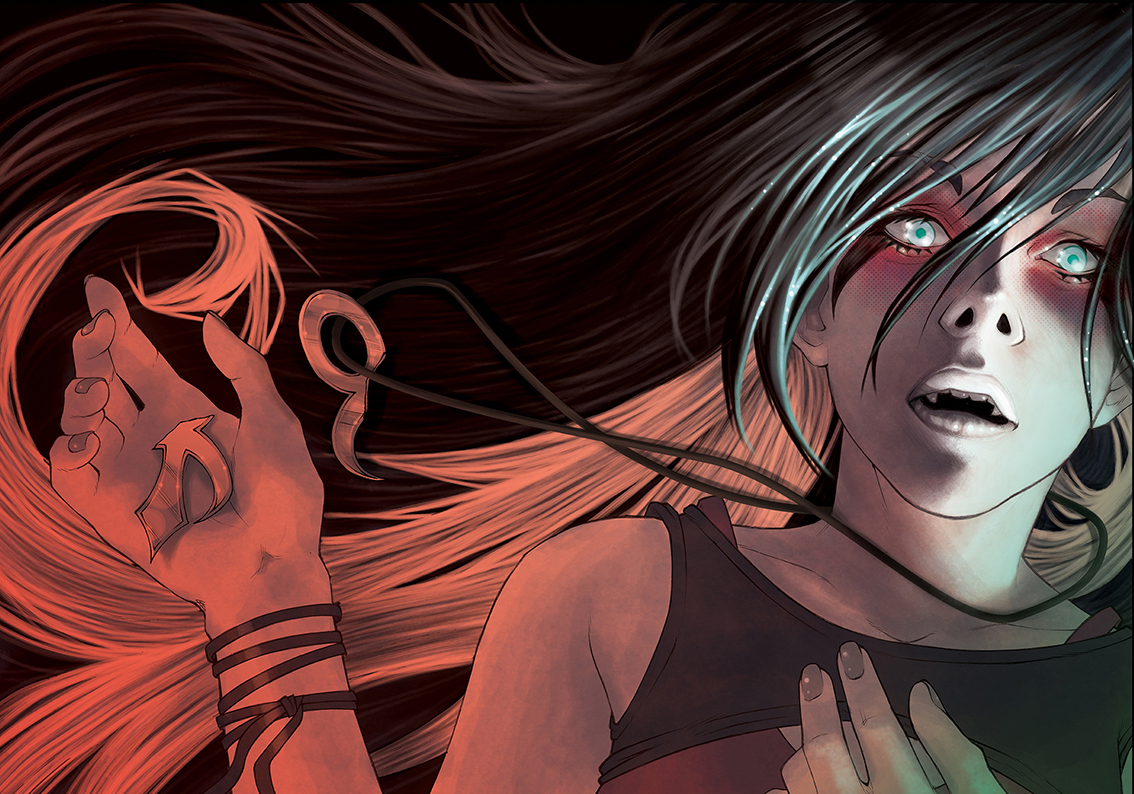
Immagine del nuovo corso narrativo di Rigel-Anedonìa (2014)
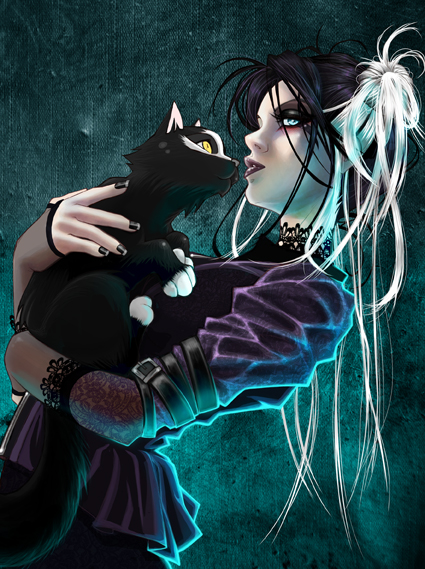
Copertina Rigel Interlunium variant edition
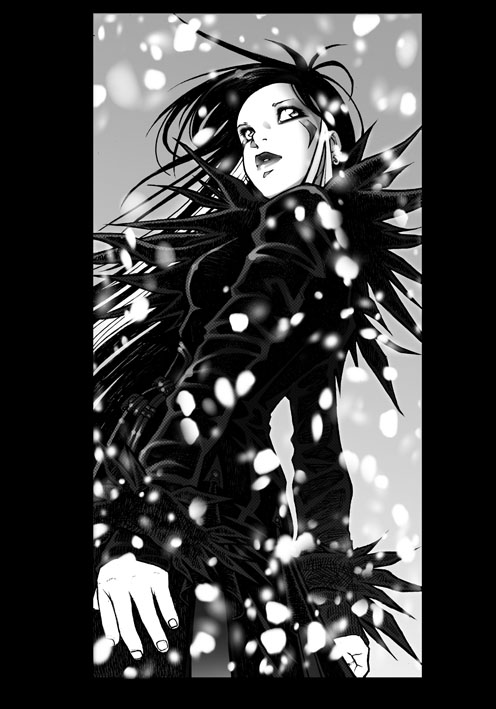
Tavola interna per la versione variant
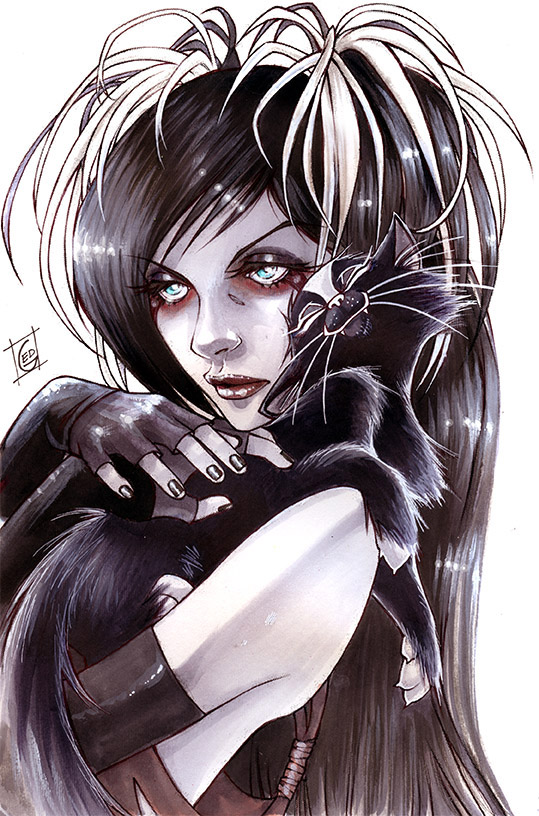
Rigel e Sortilegio, illustrazione ad acrilico
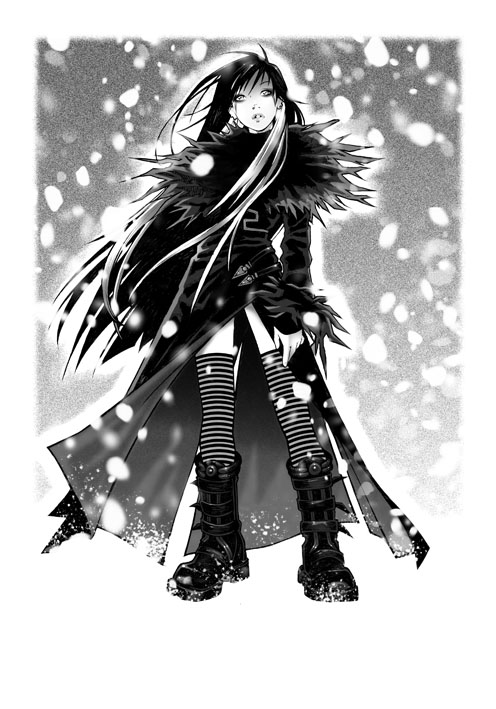
Rigel, illustrazione interna
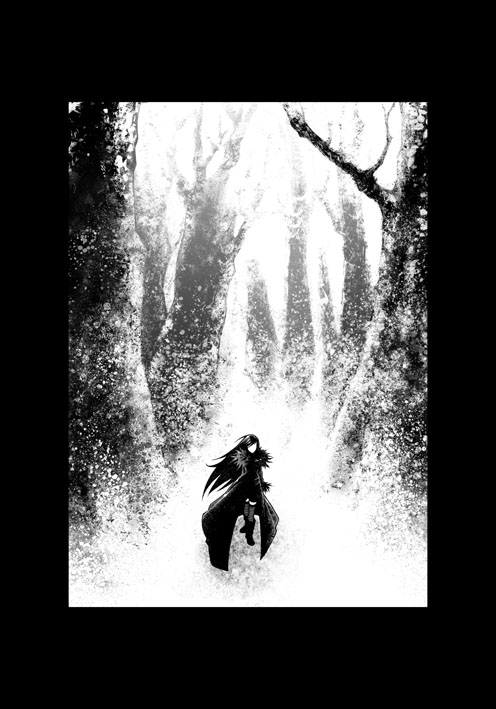
Rigel tavole inedite variant edition
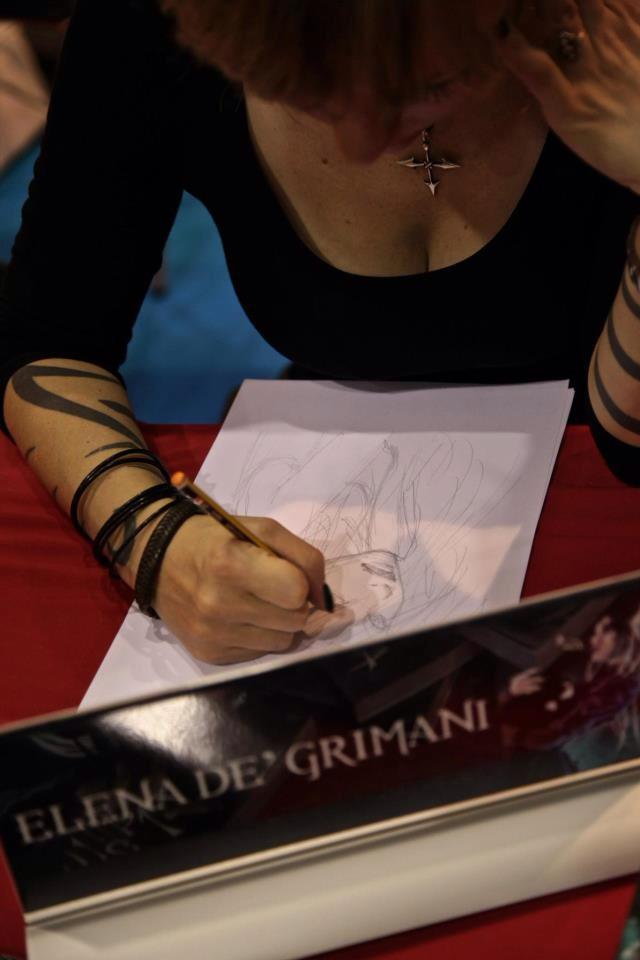
Elena de' Grimani ospite al Romics, stand Panini Comics, 2012
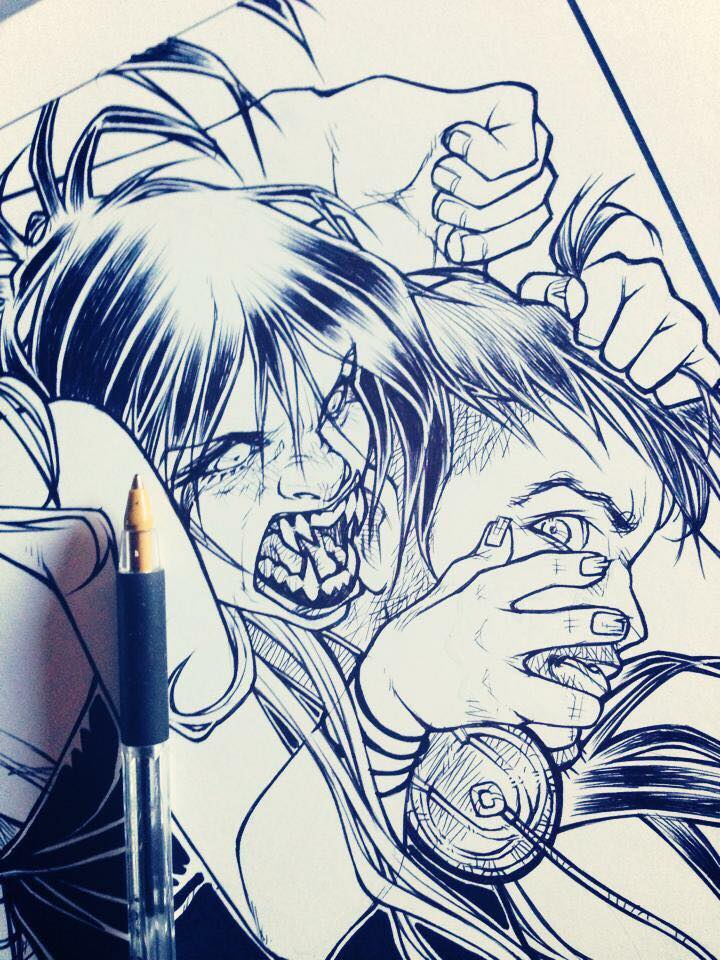
Rigel work in progress-fase di inchiostrazione di una tavola

### Rigel
Rigel è una vampira di circa otto secoli.
È una prescelta dal fuoco. Possiede, cioè, dei poteri particolari dovuti ad un sangue particolarmente potente e raro (solo sette bambine per ogni generazione hanno questo tipo di sangue). A causa di questo i suoi genitori, accusati di stregoneria, furono bruciati sul rogo quando lei era molto piccola. O almeno questa è la versione che le è sempre stata raccontata, in quanto Rigel ricorda molto poco del suo passato da umana.
Continuò a vivere con gli zii insieme al fratello Caleb (del quale, da quando è una vampira, non conserva alcun ricordo) e al gatto Sortilegio. Nel frattempo uno stregone e vampiro, Artemius, cominciò a studiarla, presentandosi a lei come amico immaginario e finendo, una volta cresciuta, per innamorarsene. Alla morte (per cause ancora sconosciute ai lettori) di Caleb, Rigel tentò il suicidio Fu ritrovata quasi esangue da Artemius, che, per non perderla, la trasformò in vampiro. Per permettere questo, dato che il sangue rimasto a Rigel non bastava, Sortilegio le donò metà della sua anima.
Essendo un personaggio creato dall'autrice nel 1999, col passare degli anni e delle pubblicazioni, Rigel ha subìto varie evoluzioni sia grafiche che di carattere.
Nel monografico Rigel-Anedonìa uscito nel 2014 sempre per Panini Comics, la vampira riesce infatti a rendersi libera dalla sua "parte umana" dopo dieci anni di "torpore". Ambientazione e comprimari resteranno gli stessi (per quanto in questo monografico si veda solo Sortilegio), e il "mondo" del personaggio resta lo stesso di "Rigel-Interlunium". È la natura del personaggio a mutare, senza che nulla di ciò che è narrato in "Interlunium" venga negato o cancellato, comprimari, coprotagonisti ed ambientazione compresi. Di fatto, "Rigel-Anedonìa" è un albo di passaggio tra il vecchio e il nuovo arco narrativo.
Come ben specificato nell'introduzione dell'albo, non a caso questo monografico si intitola "Anedonia": questa storia di passaggio infatti altro non vuol essere se non una metafora della depressione, su come spinga a chiudersi verso il mondo (Rigel infatti "scompare" nascondendosi sotto terra per dieci anni, lasciandosi andare a un "torpore" come chiara volontà di chiusura verso il mondo esterno, e allo stesso tempo "chiude" metaforicamente la sua parte umana - ciò che la rendeva capace di provare sentimenti ed emozioni - in una "sfera di vetro" che la isola da tutto, e continua così a vivere nel mondo reale senza essere però più in grado di provare nulla, proteggendosi così dal dolore... ma anche dalle sensazioni positive).